# باجيت

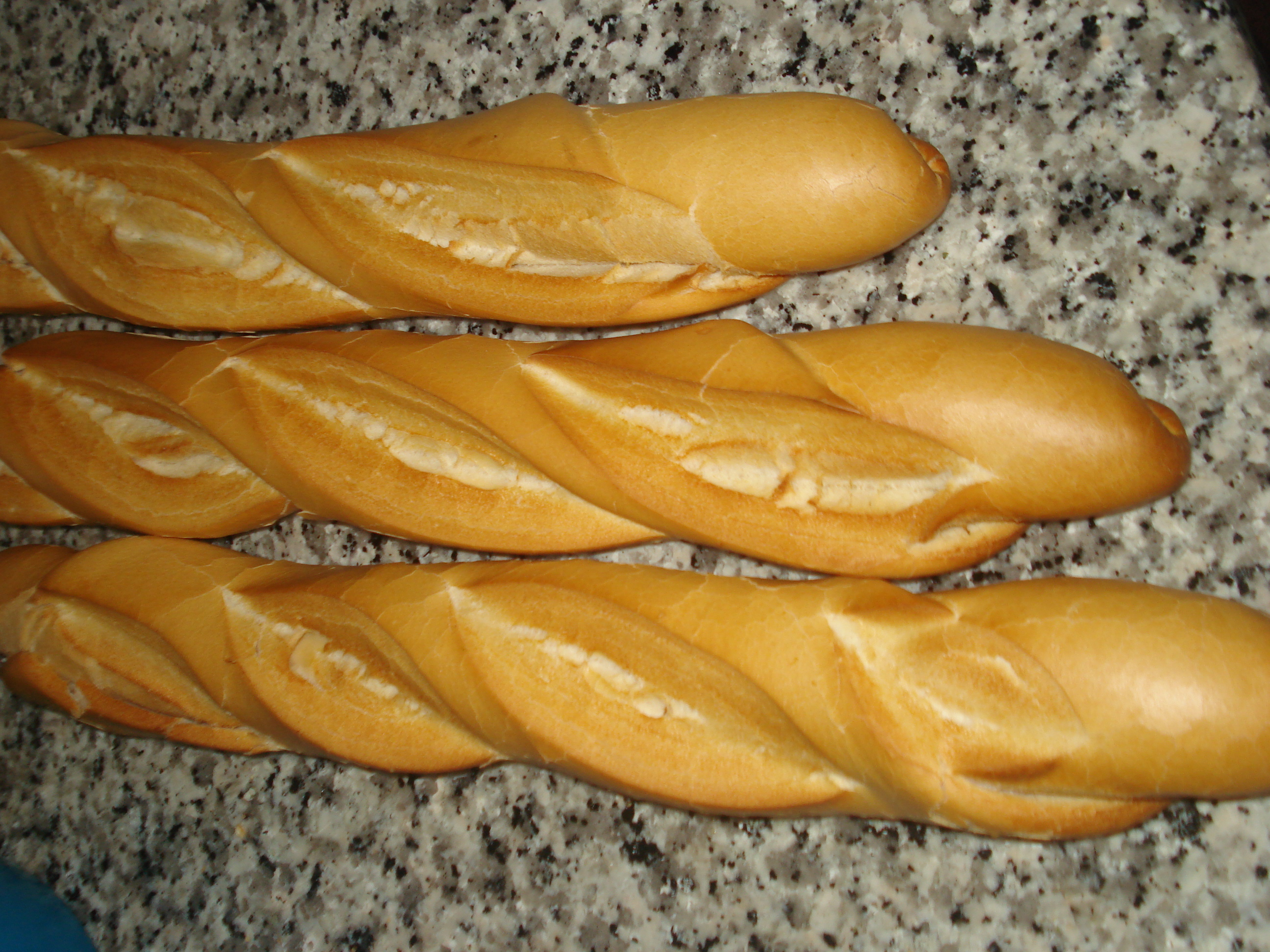
الخبز الفرنسي.

خبز الباجيت «الباگيت» أو الخبز الفرنسي (بالفرنسية: Baguette والإنجليزية) هو نوع من الخبز، فرنسيّ الأصل، معروف بحجمه الكبير وشكله اللولبي، وعلى الرغم من أنَّ هذا النَّوع صُنع في فرنسا؛ إلَّا أنه أصبح يُستعمل وبكثرة في العديد من الدول الأخرى عالمياً.

## التقديم
يتراواح عرض الخبزة الفرنسية العادية ما بين 5 و6 سنتيمتر، في حين يتراوح ارتفاعها ما بين 4 و5 سنتيمتر، أما طولها فيتجاوز 65 سنتيمتر، كما يبلغ وزنها حوالي 250 غرام.
في العالم، الخبز الفرنسي هي إحدى رموز فرنسا، وبشكل أخص هي رمز له دلالات ومعاني عديدة في باريس عاصمة فرنسا، شأنه شأن العديد من المنتوجات الأخرى على غرار النبيذ، بيريه والجبن. وعلى الرغم من أن الخبز الفرنسي أصبح اليوم في العديد من البلدان كما أصبحت له العديد من الأشكال إلا أنه لا زال يٌعتبر رمزا مهما من رموز فرنسا.
يُباغ الخبز الفرنسي أو الخبز المدور في المخابز والأسواق، حيث يحتوي على 14 مضاف غذائي، حمض الخليك وتوابعه (E260، E261، E262 وE263)، ثم حمض اللبنيك وتوابعه (E270، E325، E326 وE327) وكذكلك حمض الأسكوربيك وتوابعه (E300، E301، E302، E304) وأحادي وثنائي الجليسريدات للأحماض الدهنية.
وبالتالي لا يمكن الحصول على باجيت نباتي وذلك نظرا لضرورة إضاقة مضافات غذائية حيوانية.

### أنواع الخبز الفرنسي
هناك أنواع عديدة من الخبز الفرنسي، وذلك حسب الحجم والكتلة والشكل وما إلى ذلك:
- باجيت تصل كتلته إلى حوالي 400 غرام، ويسمى باجيت باريسي
- باجيت خفيف جدا، حيث لا تتجاوز كتلته 125 غرام، ويسمى فيسل
- قصير جدا، ويسمى نصف باجيت

ابتداء من سنة 1980، بدأ الخبازون في وضع علامات تجارية على الخبز التي يقومون بإنتاجها، وذلك ضمانا لجودتها ورغبة في القيام بإعلان وإشهار لها دون مقابل، ويُذكر أن أول علامة تجارية أعلنت عن نفسها في هذا المجال حملت اسم بانيت وذلك بعد أن قام مجموعة من الخبازين الفرنسيين بإنشائها.

## تاريخيا
لقد أثار شكل الخبز الفرنسي السياح الذين قدموا إلى فرنسا وذلك في القرن التاسع عشر، لكن الدولة التي أنتجت هذا النوع من الخبز أول مرة غير معروفة، لذلك تٌعود الشكوك لفرنسا لأنها أول من استعملتها تاريخيا.

### الأصل المحتمل
يُحكى أنه يعود أصل الخبز الفرنسي للبوادي النابولية، حيث أن هذه البوادي هي الأولى التي قامت بصنع الخبز بتلك الطريقة، حيث أن هذا الشكل صنعه الخباز نابليون الأول وذلك قصد جعل الخبز سهل النقل للجنود، من خلال وضعه في جيوب العسكر. ثم بعد ذلك تطورت صناعة هذا النوع من الخبز في باريس خلال سنوات العشرينيات من القرن العشرين.
هناك مصادر أخرى تؤكد أن أصل هذا الخبز يعود إنتاجه في مترو باريس من طرف مهندس ما، لكن هذه الحكاية تغدو ضعيفة أمام سابقتها.

## الإنتاج في فرنسا

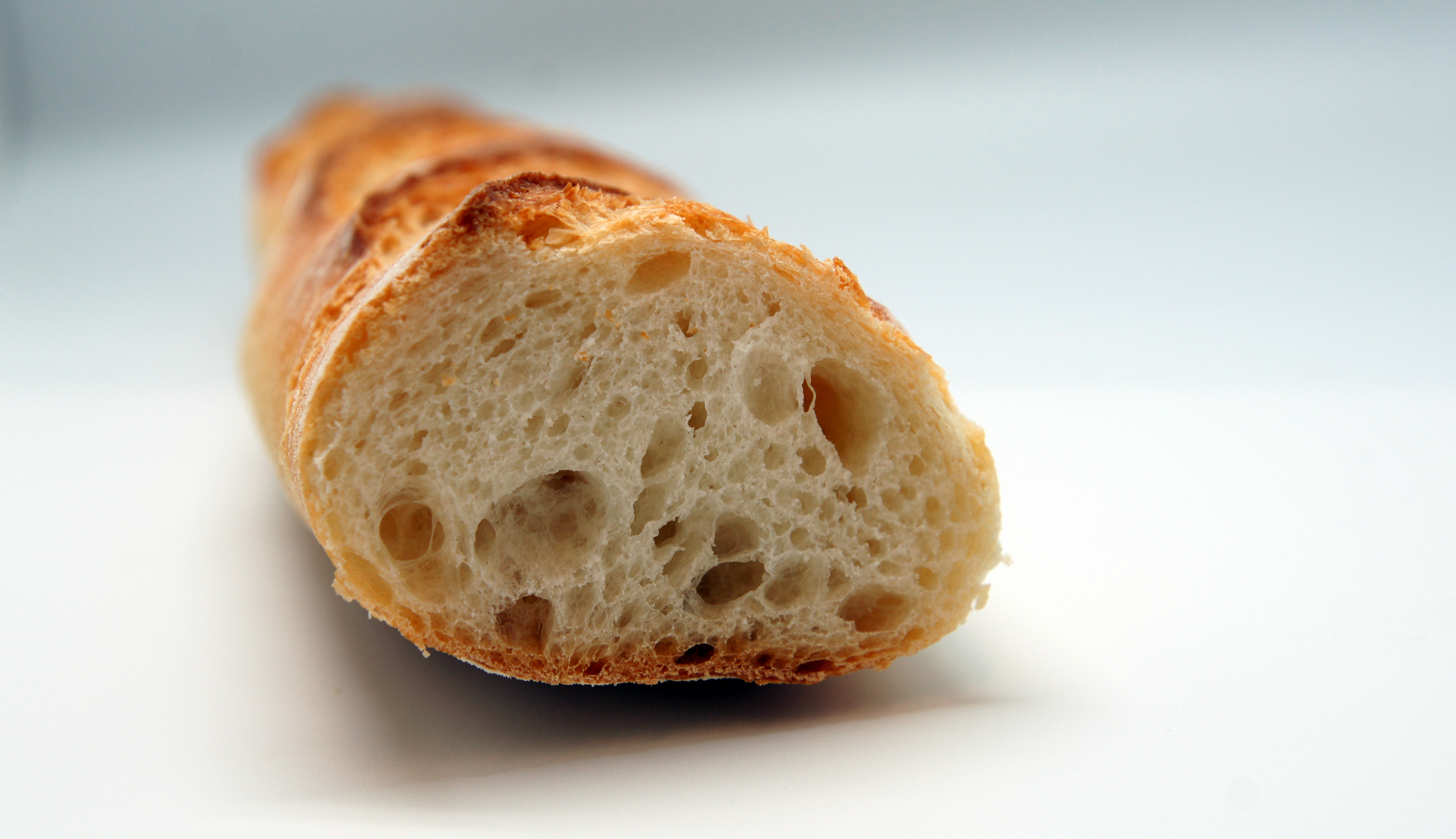
ما بذاخل الخبز الفرنسي الفرنسي

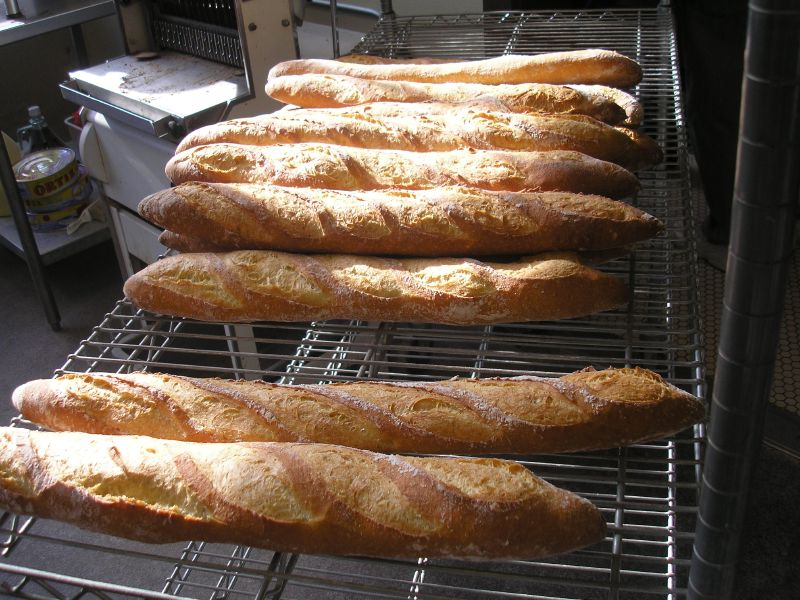
باجيت خبز محمر

يستهلك الفرنسيون حوالي 30 مليون باجيتة يوميا، ويُصنع انطلاقا من الطحين، الماء، الخميرة، الزيت، كما لا يتم استعمال البيض أو المشروبات الكحولية وغيرها.

## الاستعمال

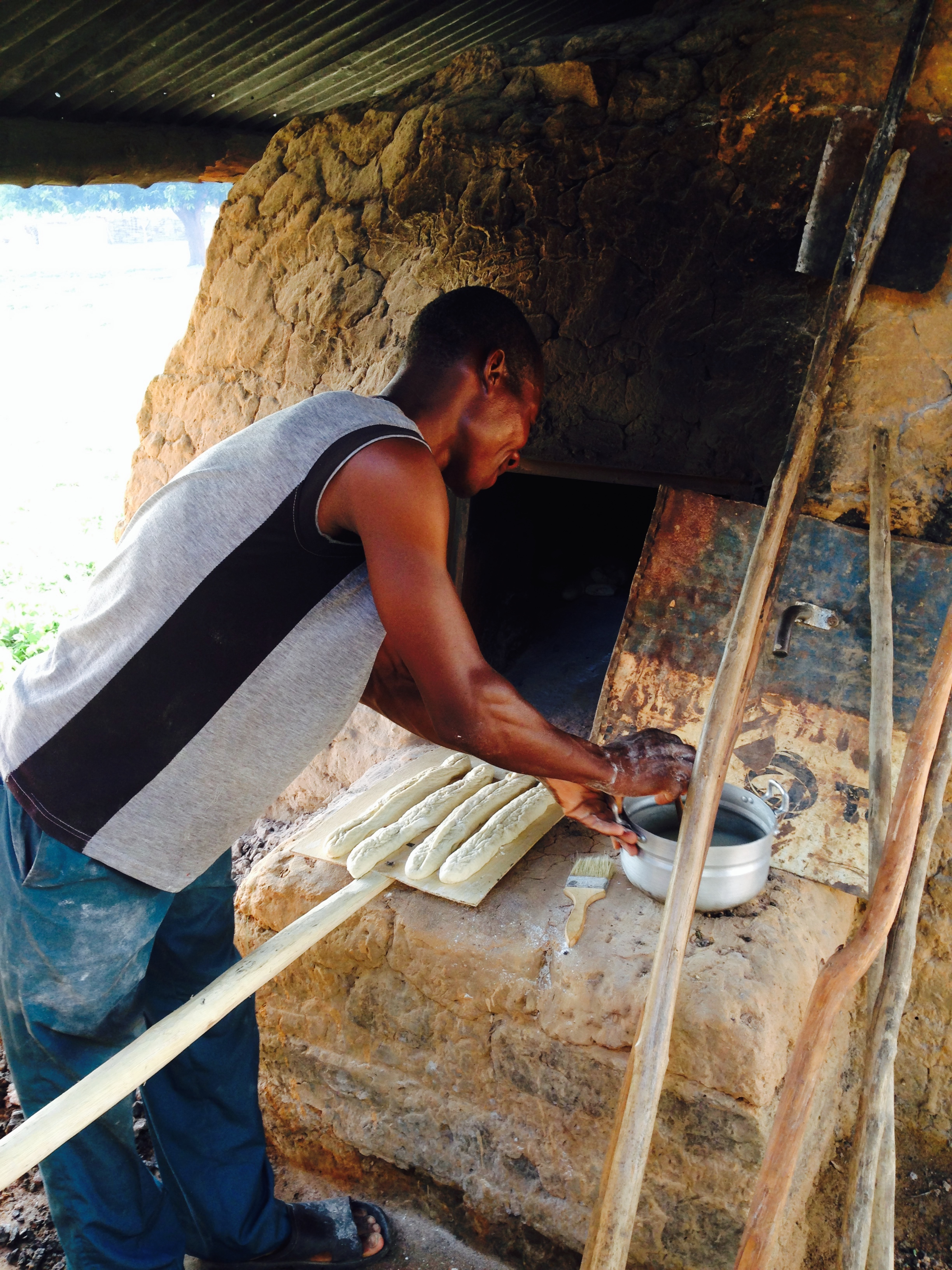
عملية تحضير الخبز الفرنسي في بوركينا فاسو

يٌستعمل الخبز الفرنسي من أجل صناعة الشطائر، كما يٌستعمل أيضا في صناعة التارتين، وفي فرنسا يتم استعمال الخبز الفرنسي في الفطور رفقة كل من قطع الجبن أو الزبدة وكذلك المربى، نوعية الفطور هذه موجودة أيضا في مجموعة من الدول العربية مثل ليبيا تونس، الجزائر والمغرب.
وهناك العديد من ألأحداث التاريخية السياسية المرتبطة بالخبة و كاحتجاجات تونس في سنة 1985 عوالتي راح ضحيتها المئات من التونسة سمو شهداء الخبزة عندما رفع حينها الرئيس المتهالك حبيب ورقيبة سعر الخبز مع العلم انه لغاية م سقوط حكم القدافي في طرابلس مازال سعر رغيف الخبز ارخص مكان في العالم 5 اغرفة كبيرة ب 3 سنت من الدولار الأمريكي= الدول الأكثر استهلاكا =
من خلال إخصائيات منظمة الأغذية والزراعة (المعروفة اختصارا بالفاو)، فإن الدولة الأكثر استهلاكا لهذا النوع من الخبز هي الجزائر، وذلك بمعدل يصل إلى 48.600.000 باجيتة يوميا، علما أن نسب هذه المعطيات في تغير مستمر، هذا بالإضافة إلى عمد بعض الخبازين إلى الغش في كتلة الخبز الفرنسي.
أما في فرنسا، فيتم استهلاك ما معدله 30.000.000 باجيتة يوميا.
كما يتم استهلاك الخبز الفرنسي بشكل ملحوظ في كل من تونس والمغرب لكن بنسب أقل من سابقاتها وذلك راجع لعدة أسباب لعل أبرزها عدد سكان كل دولة على حدى.

## الصامولي
هو أحد أنواع خبز الباجيت الفرنسي ويُحشى من الداخل بالبيض، أو المربى، أو الجبن، ونحوه، وَيُرَش غالباً فوقه سمسم، أو نخالة، أو بر.

### أصل الاسم
يقال أن أصل اللفظ صامولي أُخذ من الخباز الأفريقي عيسى الصومالي الذي أدخل طريقة عجنها إلى الأراضي السعودية قبل نحو 50 عاماً، مصمماً إياها على الشكل الحالي في مخبزه القديم في حي العمارية (جنوب جدة) الذي كانت تعمل فيه مجموعة من الخبازين الصوماليين. وكان المخبز نفسه يدعى «مخبز الصومالي». وانمحى أثر المخبز، ليبقى مسماه وشكل عجينته الغربية آنذاك عالقين في شفاه السعوديين، ووجبة رئيسة لإفطارهم كل صباح.
ويقال أن صامولي كلمة جديدة نوعاً ما وتعني نوعاً من الخبز. وقيل في وصفه إنه نوع من الخبز إسطواني الشكل يشبه الرغيف الفرنسي لكنه بطول الشبر أو يزيد قليلاً أو ينقص، ويسمى في العراق والكويت (صمّون) كما يسمى أيضا في مصر (عيش فِينو).
وقد يكون أصل كلمة صامولي إيطالياً نسبة إلى نوع الخبز الإيطالي Semolina الذي يعتبر طحينه أقوى أنواع طحين البر في إيطاليا. وله لون ذهبي.
ووجدت مفردة (صمون) (SOMUN) في اللغة التركية وهو نوع من أنواع الخبز التقليدي، ويقال أن الكلمة من أصل يوناني.

## وصلات خارجية
- طريقة عمل وصفة الخبز الصامولي بالخطوات المصورة.